# Banque Piguet & Cie
Die Banque Piguet & Cie SA mit Sitz in Yverdon-les-Bains war eine Schweizer Privatbank. Ihre Kernaktivität umfasste die Vermögensverwaltung, das Private Banking sowie das Anlagefondsgeschäft. 
Die Bank beschäftigte rund 150 Mitarbeiter und verwaltete 5,7 Milliarden Schweizer Franken Kundenvermögen. Sie befand sich zuletzt mehrheitlich im Besitz der Banque Cantonale Vaudoise, die die Bank 1991 von der Bankiersfamilie Piguet erwarb.

## Geschichte
Das Bankhaus wurde 1856 durch Louis Michod in Yverdon gegründet. 1888 trat sein Schwiegersohn Alfred Piguet als Partner ein und übernahm die Unternehmensleitung. Gleichzeitig wurde das Institut in Banque Alfred Piguet & Cie. umbenannt. 1893 trat ebenfalls Alfred Piguets Bruder Armand Piguet als Partner ein. Dieser nahm später eine wichtige Rolle in Wirtschaft und Politik unter anderem als Nationalrat.
Mit Alfred Piguets ältester Sohn Charles Piguet trat 1927 die dritte Generation in das Unternehmen ein. Der jüngere Sohn Robert Piguet hingegen stieg in das Modegeschäft ein und gründete in Paris ein Modehaus, aus dem in der Folge bekannte Namen wie Christian Dior, Hubert de Givenchy und Pierre Balmain hervorgingen. 
Als Charles Piguet während des Zweiten Weltkriegs als Major der Kavallerie in die Armee einberufen wurde, übernahm seine Frau Germaine die Führung des Bankinstitutes. Diese setzte sich gleichzeitig für humanitäre Hilfe in Frankreich ein und wurde dafür 1950 vom damaligen französischen Präsidenten Vincent Auriol mit der Aufnahme in die Ehrenlegion ausgezeichnet. 
1945 trat mit Denis Piguet, Sohn von Charles Piguet, die vierte Generation in das Unternehmen ein. Dieser wurde 1962 neben seinem Vater Partner. Zwischen 1979 und 1991 stand das Institut unter der Leitung von Olivier Piguet.
Bis dahin befand sich die Bank über vier Generationen vollständig im Familienbesitz, deren Inhaber als Partner unbeschränkt hafteten. 1991 übernahm die Banque Cantonale Vaudoise 80 Prozent des Kapitals, später auf 85 Prozent aufgestockt, und wandelte das Bankhaus in eine Aktiengesellschaft um.
Im Jahr 2011 erfolgte die Fusion mit der Banque Franck, Galland & Cie mit Sitz in Genf und Umfirmierung in Piguet Galland & Cie.